# Rutpyton
Rutpyton eller ibland diamantpyton (Morelia spilota) är en ogiftig art av pytonorm som släktet Morelia och familjen pytonormar. Ormen återfinns i Indonesien, Nya Guinea och Australien. För närvarande erkänns 6 underarter.

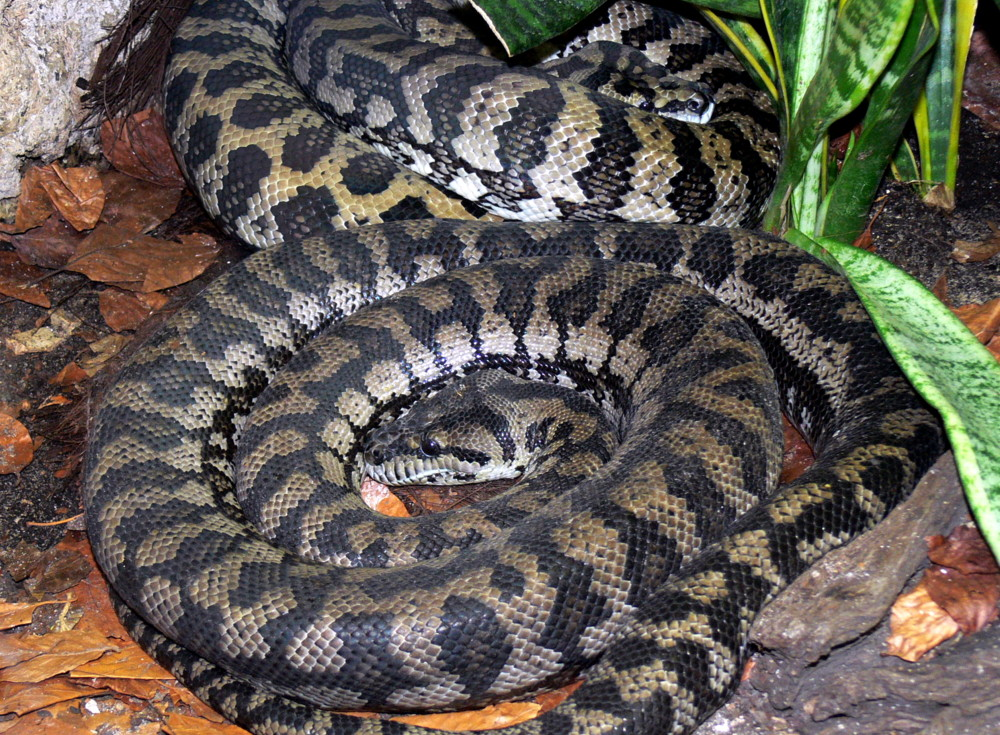
Morelia spilota variegata

## Beskrivning
Ormen klassas som en stor orm och blir, beroende på underart, ungefär två till tre meter lång. Rutpyton dödar sina byten genom att krama ihjäl dem. De äter vanligtvis mindre däggdjur. Rutpyton kan leva i de flesta miljöer, bland annat stäppliknande områden, regnskog eller bland klippor. Rutpyton lägger ägg, och äggen kläcks efter att ha utvecklats vid en temperatur av 30 °C. En normal kull innehåller cirka 30 ägg. Om ungarna inte får värme direkt efter att äggen kläckts är risken stor att de inte överlever. Rutpyton är ett nattaktivt djur, och jagar således sina byten på natten. Efter varje mål mat behöver de värme för att matsmältningen skall fungera normalt: vid kyla kan de inte smälta maten, som då istället ruttnar i ormens buk.

## Underarter

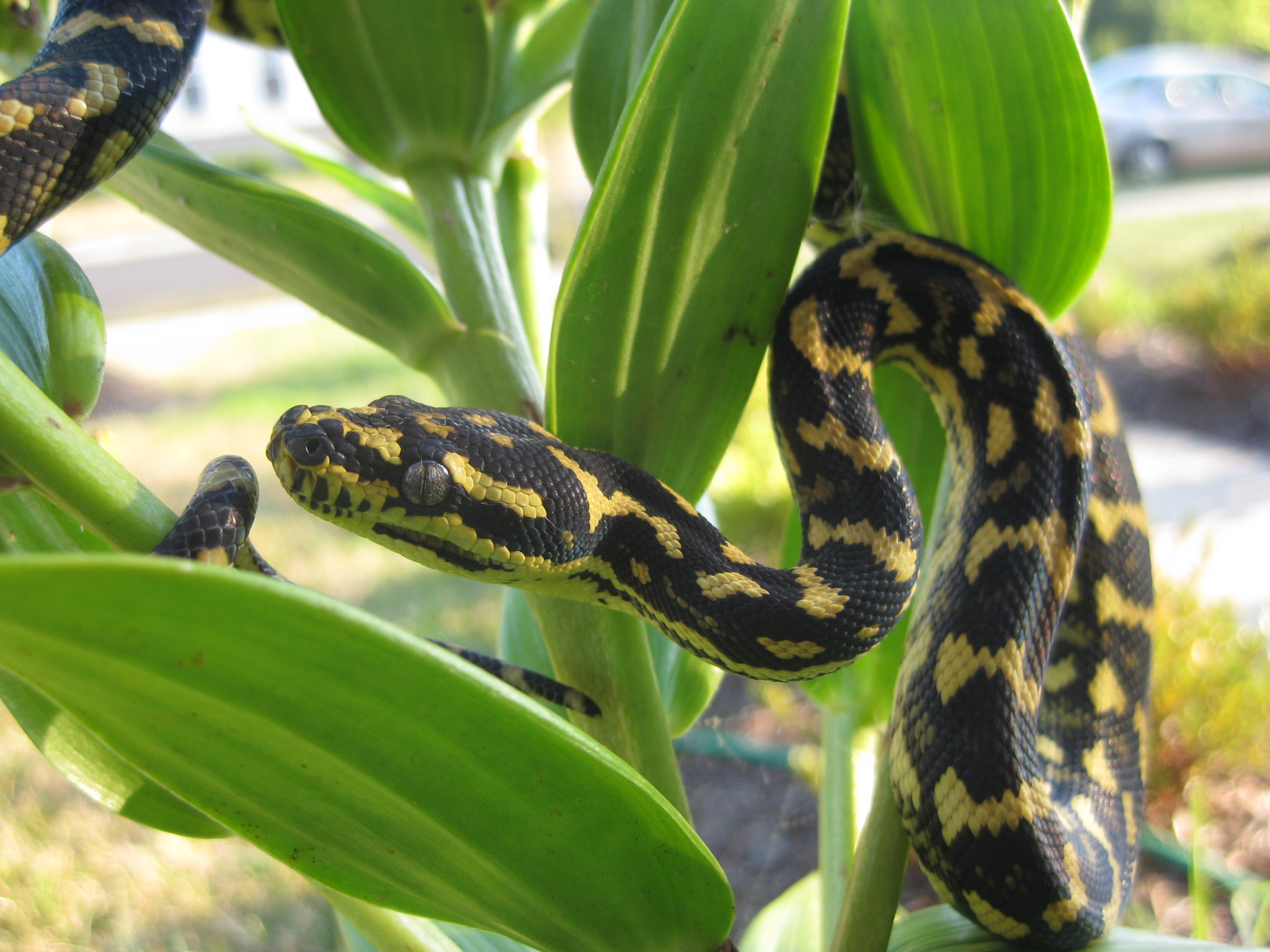
M. s. cheynei

- Morelia spilota cheynei (Wells & Wellington, 1984)

Djungelrutpyton, en mestadels trädlevande underart som hittas i Nordöstra Queensland. Teckningen är svart-gul.
- Morelia spilota imbricata (Smith, 1981)

Hittas från sydvästra Australien till Eyre Peninsula i södra Australien
- Morelia spilota mcdowelli (Wells & Wellington, 1984)

Den största av underarterna, växer ofta till längder över tre meter. Hittas från östra Queensland till nordöstra New South Wales.
- Morelia spilota metcalfei (Wells & Wellington, 1984)

Hittas i inlandet av Australien - i delar av Queensland, New South Wales, Victoria och South Australia.
- Morelia spilota spilota (Lacépède, 1804)

Diamantpyton, hittas i Östra New South Wales och i de allra mest östliggande delarna av  Victoria.
- Morelia spilota variegata (John Edward Gray, 1842)

Rutpyton, hittas på Nya Guinea, nordvästra Australien samt i de nordliga delarna av Northern Territory.